# Albert Gieseler
Albert Gieseler (* 23. Juni 1946 in Münster) ist ein deutscher Diplomingenieur und Industriearchäologe.

## Leben
Gieseler lebte zunächst in Münster, dann von 1967 bis 1981 in Hannover und schloss sein Studium zum Bauingenieur (Fachrichtung Verkehrswesen) an der dortigen Technischen Hochschule als Diplomingenieur ab. Seit 1984 war er für das im Aufbau befindliche Landesmuseum für Technik und Arbeit in Mannheim (heute Technoseum) bis zu seiner Pensionierung als Betriebsingenieur, ingenieurtechnischer Berater und Museologe tätig. Er wohnt in Mannheim.

## Industriearchäologische Dokumentation
Gemeinsam mit Monika Ryll publizierte er 1997 eine Dokumentation der Wassertürme in Mannheim.
Sein ehemaliger Schulkamerad Wolfgang Fiegenbaum, der auch als Eisenbahn-Autor und Präsident der Deutschen Gesellschaft für Eisenbahngeschichte bekannt wurde, regte ihn 1965 zum systematischen Fotografieren von Dampflokomotiven an. Seit seinem Studium befasste sich Gieseler mit der Geschichte des deutschen und internationalen dampfkraftbasierten Eisenbahnwesens, dann auch mit der Geschichte der stationären Kolbendampfmaschinen und Dampfturbinen. Dabei stand er in engem Kontakt mit führenden Fachleuten der damaligen DDR wie dem Wirtschaftshistoriker Eberhard Wächtler, dem Denkmalpfleger Heinrich Douffet oder dem Geologen und Montanhistoriker Otfried Wagenbreth. Gemeinsam mit diesem und mit Helmut Düntzsch veröffentlichte er in zwei Auflagen eine Geschichte der Dampfmaschine.
Mit Unterstützung durch einen Studienfreund und IT-Spezialistenden baute Gieseler seit den frühen 1990er Jahren eine Datenbank auf, die in umfassender und vernetzter Weise Dampfmaschinen, Lokomotiven, deren Hersteller und Betreiber sowie museal bewahrte Objekte dokumentiert. Die online verfügbare Datenbank stellt heute eine wichtige Informationsquelle für viele Forschungs- und Dokumentationsanliegen dar und ist mit reichhaltigem Bildmaterial verknüpft. Gegenwärtig weist sie in Ergänzung zu den nachgewiesenen Objekten über 143.000 Firmen und Personen nach.
Gieseler leistete umfangreiche Dokumentationsarbeit im Bereich der Rübenzuckerfabrikation und engagierte sich für den Erhalt historischer Fabrikanlagen wie der Zuckerfabrik Oldisleben, die als einzige Rübenzuckerfabrik der Welt vollständig als technisches Denkmal erhalten ist. In Indonesien konnte er eine Reihe von Zuckerfabriken dokumentieren, in denen Zuckerrohr verarbeitet wurde.

## Veröffentlichungen
- mit Monika Ryll: Wassertürme in Mannheim: ein kunst- und technikgeschichtlicher Führer; mit vier Vorschlägen für Radtouren zu den Mannheimer Wassertürmen, Mannheim, 1997
- mit Otfried Wagenbreth, Helmut Düntzsch: Die Geschichte der Dampfmaschine: historische Entwicklung, Industriegeschichte, technische Denkmale, Münster, 2011